# Арнолд Шварценегер
Арнолд Алоис Шварценегер (на английски: Arnold Alois Schwarzenegger) е австрийски и американски бивш професионален културист, актьор , режисьор, предприемач, инвеститор и политик. Той е от поколението филмови герои, които въплъщават типичния филмов екшън герой, също като Силвестър Сталоун, Долф Лундгрен, Уесли Снайпс, Чарлс Бронсън, Чък Норис, Жан-Клод Ван Дам, Стивън Сегал и Брус Уилис. Добре познат е със своята висока и мускулеста фигура. В най-добрата си форма Шварценегер е висок 188 см.
Той е губернатор на щата Калифорния в периода 2003 – 2011 г. От 1987 г. има звезда на Холивудската алея на славата.

## Биография
Арнолд Шварценегер е роден на 30 юли 1947 г. в град Тал, Австрия, в семейството на Аурелия Шварценегер и Густав Шварценегер, полицейски началник. От ранна възраст той проявява силен интерес към добрата физическата форма и културизма. Емигрира в Съединените щати през 1968 г. когато е на 21 години.
Печели наградата „Мистър Вселена“ през 1967 г. – на 20-годишна възраст, а впоследствие 7 пъти „Мистър Олимпия“. Оставя важна следа в историята на културизма. Автор е на няколко книги и многобройни статии за този спорт. В ранните си години спечелва широка популярност като успешен културист, а по-късно и като успешна филмова екшън звезда от Холивуд. Като културист носи прякора Австрийски дъб, а в политиката е наричан и Калифорнатор (по аналогия с героя от „Терминатор“).
Като кандидат на Републиканската партия е избран за губернатор на щата Калифорния след предсрочни избори на 7 октомври 2003 г. с мандат до 8 януари 2007 г. На редовните избори на 7 ноември 2006 г., Арнолд е преизбран за губернатор на Калифорния.
Арнолд Шварценегер е женен за телевизионната журналистка Мария Шрайвър в продължение на 25 години и двамата имат четири деца. През 2011 г. става ясно, че преди 14 години Шварценегер е бил замесен в извънбрачна връзка със своя служителка, от която има син. Това води до раздялата на Шварценегер и Шрайвър, като Шрайвър подава молба за развод. По-късно Мария споделя, че все пак е имало възможност и да не се стигне до развод.

## Филмова кариера
Може би най-известният му филм е Терминаторът, наред с други филми като Хищникът, Терминатор 2: Денят на страшния съд, Терминатор 3: Бунтът на машините, Терминатор: Генисис, Истински лъжи, Ченге в детската градина, Зов за завръщане, Джуниър, Коледата невъзможна и холивудския му пробив Конан варварина.

## Филми
| Година | Заглавие                                         | Оригинално заглавие                | Роля                                         | Бележки                                              |
| ------ | ------------------------------------------------ | ---------------------------------- | -------------------------------------------- | ---------------------------------------------------- |
| 1970   | Херкулес в Ню Йорк                               | Hercules in New York               | Херкулес                                     | Кредитиран като Арнолд Стронг „Мистър Вселена“       |
| 1973   | Дългото сбогуване                                | The Long Goodbye                   | Худ в кабинета на Августин                   | Не кредитирано камео                                 |
| 1976   | С празни ръце                                    | Stay Hungry                        | Джо Санто                                    |                                                      |
| 1979   | Кактус Джак                                      | The Villain                        | „Очарователен чужденец“                      |                                                      |
| 1979   | Лов на чистачи                                   | Scavenger Hunt                     | Ларс                                         | Камео                                                |
| 1982   | Конан варварина                                  | Conan the Barbarian                | Конан варварина                              |                                                      |
| 1984   | Конан разрушителят                               | Conan the Destroyer                | Конан разрушителя                            |                                                      |
| 1984   | Терминаторът                                     | The Terminator                     | Терминатор                                   |                                                      |
| 1985   | Червената Соня                                   | Red Sonja                          | Лорд Калидор                                 |                                                      |
| 1985   | Командо                                          | Commando                           | Полковник Джон Мейтрикс                      |                                                      |
| 1986   | Сурова сделка                                    | Raw Deal                           | Шериф Марк Камински / Джоузеф П. Бренер      |                                                      |
| 1987   | Хищникът                                         | Predator                           | Майор Алън „Дъч“ Шейфър                      |                                                      |
| 1987   | Бягащият човек                                   | The Running Man                    | Капитан Бенджамин Стюарт „Бен“ Ричардс       |                                                      |
| 1988   | Червена топлина                                  | Red Heat                           | Капитан Иван Данко                           |                                                      |
| 1988   | Близнаци                                         | Twins                              | Джулиъс Бенедикт                             |                                                      |
| 1990   | Зов за завръщане                                 | Total Recall                       | Дъглас „Дъг“ Куейд / Агент Карл Хаузър       | Двойна роля                                          |
| 1990   | Ченге в детската градина                         | Kindergarten Cop                   | Детектив Джон Кимбъл                         |                                                      |
| 1991   | Терминатор 2: Денят на страшния съд              | Terminator 2: Judgment Day         | Терминатор                                   |                                                      |
| 1993   | Дейв                                             | Dave                               | Себе си                                      | Камео                                                |
| 1993   | Последният екшън герой                           | Last Action Hero                   | Детектив Джак Слейтър / Себе си / Хамлет     | Двойна роля; също така изпълнителен продуцент        |
| 1993   | Островът на Берета                               | Beretta's Island                   | Себе си                                      | Директно-за-видео; камео                             |
| 1994   | Истински лъжи                                    | True Lies                          | Агент Хари Таскър / Хари Ранкуист            |                                                      |
| 1994   | Джуниър                                          | Junior                             | Доктор Александър „Алекс“ Хесе               |                                                      |
| 1996   | T2-3D: Битка през времето                        | T2-3D: Battle Across Time          | Терминатор                                   | Атракция на тематичния парк                          |
| 1996   | Заличителят                                      | Eraser                             | Американски Маршал Джон „Заличителят“ Крюгер |                                                      |
| 1996   | Коледата невъзможна                              | Jingle All the Way                 | Хауърд Лангстън / Турбо-мен                  |                                                      |
| 1997   | Батман и Робин                                   | Batman & Robin                     | Доктор Виктор Фрийз / Мистър Фрийз           |                                                      |
| 1999   | Краят на дните                                   | End of Days                        | Детектив Джерико Кейн                        |                                                      |
| 2000   | Шестият ден                                      | The 6th Day                        | Адам Гибсън / Адам Гибсън Клонинг            | Двойна роля; също така продуцент                     |
| 2002   | Косвени жертви                                   | Collateral Damage                  | Капитан Гордън „Горди“ Брюър                 |                                                      |
| 2003   | Терминатор 3: Бунтът на машините                 | Terminator 3: Rise of the Machines | Терминатор                                   |                                                      |
| 2003   | Добре дошли в джунглата                          | The Rundown                        | Патрон на бара                               | Не кредитирано камео                                 |
| 2004   | Около света за 80 дни                            | Around the World in 80 Days        | Принц Хапи                                   | Камео                                                |
| 2005   | Хлапето и аз                                     | The Kid & I                        | Арнолд                                       | Ограничено пускане; камео                            |
| 2010   | Непобедимите                                     | The Expendables                    | Трент „Тренч“ Маус                           | Не кредитирано камео                                 |
| 2012   | Непобедимите 2                                   | The Expendables 2                  | Трент „Тренч“ Маус                           |                                                      |
| 2013   | Последната битка                                 | The Last Stand                     | Шериф Рей Оуенс                              |                                                      |
| 2013   | Невъзможно бягство                               | Escape Plan                        | Емил Ротмейър / Виктор X. Манхайм            |                                                      |
| 2014   | Саботаж                                          | Sabotage                           | Агент Джон „Брийчър“ Уортън                  |                                                      |
| 2014   | Непобедимите 3                                   | The Expendables 3                  | Трент „Тренч“ Маус                           |                                                      |
| 2015   | Маги                                             | Maggie                             | Уейд Вогел                                   | Ограничено пускане; също така продуцент              |
| 2015   | Терминатор: Генисис                              | Terminator Genisys                 | Терминатор / Пазител                         |                                                      |
| 2017   | 478                                              | Aftermath                          | Роман Мелник                                 | Ограничено пускане; също така продуцент              |
| 2017   | Чудесата на морето 3D                            | Wonders of the Sea 3D              | Себе си – Разказвачът                        | Документален филм; също така продуцент               |
| 2017   | Да убием Гюнтер                                  | Killing Gunther                    | Робърт „Гюнтер“ Бендик                       | Ограничено пускане; също така изпълнителен продуцент |
| 2018   | Промяната на играта                              | The Game Changers                  | Себе си                                      | Документален филм; също така изпълнителен продуцент  |
| 2019   | Тайната на драконовия печат: Пътешествие в Китай | Viy 2: Journey to China            | Капитан Джеймс Хук                           | Също така изпълнителен продуцент                     |
| 2019   | Терминатор: Мрачна съдба                         | Terminator: Dark Fate              | Т-800 / Карл                                 |                                                      |
| 2025   | Човекът с чантата                                | The Man with the Bag               | Дядо Коледа                                  | Ограничено пускане; пост-продукция                   |
|        | Кунг Фюри 2                                      | Kung Fury 2                        | „Президентът“                                | Завършен                                             |

## Телевизия
| Година      | Заглавие                                  | Оригинално заглавие                        | Роля                                 | Бележки                                                                       |
| ----------- | ----------------------------------------- | ------------------------------------------ | ------------------------------------ | ----------------------------------------------------------------------------- |
| 1974        | Честита годишнина и довиждане             | Happy Anniversary and Goodbye              | Рико                                 | Телевизионен филм; камео                                                      |
| 1977        | Улиците на Сан Франциско                  | The Streets of San Francisco               | Йозеф Шмид                           | Епизод: „Мъртво повдигане“                                                    |
| 1977        | Сан Педро плажни скитници                 | The San Pedro Beach Bums                   | Мускулест мъж                        | Епизод: „Вдигането е моят живот“; камео                                       |
| 1980        | Историята на Джейн Мансфийлд              | The Jayne Mansfield Story                  | Мики Харгитай                        | Телевизионен филм                                                             |
| 1990        | Разкази от криптата                       | Tales from the Crypt                       | Х-Кон / Себе си                      | Епизод: „Превключвателят“; не кредитирано камео; също така режисьор           |
| 1992        | Коледа в Кънектикът                       | Christmas in Connecticut                   | Мъж в стол пред медийния камион      | Телевизионен филм; не кредитирано камео; също така режисьор                   |
| 1992        | Линкълн                                   | Lincoln                                    | Джон Джордж Николай                  | Телевизионен филм; глас роля                                                  |
| 2002 – 2003 | Децата на свободата                       | Liberty's Kids                             | Барон Фридрих фон Щойбен             | 2 епизода; глас роля                                                          |
| 2014 – 2016 | Години на опасен живот                    | Years of Living Dangerously                | Себе си                              | 2 епизода; документални серии; също така изпълнителен продуцент на 17 епизода |
| 2015        | Двама мъже и половина                     | Two and a Half Men                         | Лейтенант Вагнер                     | Епизод: „Разбира се, че е мъртъв: Част 1 и 2“                                 |
| 2015        | Епични рап битки на историята             | Epic Rap Battles of History                | Терминатор говорител                 | Епизод: „Терминатор срещу Робокоп“; не кредитирано камео                      |
| 2015        | Терминатор: Генисис: Хрониките на YouTube | Terminator Genisys: The YouTube Chronicles | Терминатор                           | Епизод: „Част 3“; камео                                                       |
| 2015        | Уорп зоната                               | The Warp Zone                              | Терминатор                           | Епизод: „Защо терминаторите пътуват голи във времето?“                        |
| 2017        | Новият чирак на знаменитост               | The New Celebrity Apprentice               | Себе си – Гост                       | 8 епизода; също така изпълнителен продуцент на 1 епизод                       |
| 2019        | Чад отива дълбоко                         | Chad Goes Deep                             | Себе си                              | 2 епизода                                                                     |
| 2021 – 2023 | Детска градина за супергерой              | Superhero Kindergarten                     | Арнолд Армстронг / Капитан Фантастик | 26 епизода; глас роля; също така изпълнителен продуцент на 1 епизод           |
| 2022        | Малък демон                               | Little Demon                               | Домакин на шоуто на играта           | Епизод: „Всички умират за уикенда“; глас роля                                 |
| 2023 – 2025 | ФУБАР                                     | FUBAR                                      | Люк Брунер                           | 16 епизода; също така изпълнителен продуцент на 16 епизода                    |
| 2024        | Тайно ниво                                | Secret Level                               | Крал Аелстром                        | 2 епизода; глас роля                                                          |

## Реклами
| Година | Заглавие                                                               | Оригинално заглавие                                                    | Роля                          | Бележки |
| ------ | ---------------------------------------------------------------------- | ---------------------------------------------------------------------- | ----------------------------- | ------- |
| 1996   | Терминатор 2 3Д: Битка през времето                                    | Terminator 2 3D: Battle Across Time Commercial                         | Терминатор                    |         |
| 2014   | Пъпка светлина: Йън за каквото и да е                                  | Bud Light: Ian Up for Whatever                                         | Арнолд                        |         |
| 2015   | WWE 2K16 - Реклама за Терминатор на Арнолд Шварценегер                 | WWE 2K16 - Arnold Schwarzenegger Terminator Commercial                 | Терминатор                    |         |
| 2022   | BMW: Зевс и Хера                                                       | BMW: Zeus & Hera                                                       | Гръмотевица Зевс              |         |
| 2022   | Светът на танковете: Ваканционни операции                              | World of Tanks: Holiday Ops                                            | Себе си                       |         |
| 2023   | Арнолд Шварценегер: Главен екшън директор - Никой не удря като Netflix | Arnold Schwarzenegger: Chief Action Officer - Nobody Hits Like Netflix | Главен директор по действията |         |
| 2024   | Агент Стейт Ферм                                                       | Agent State Farm                                                       | Агент Стейт Ферм              |         |
| 2024   | Стейт Ферм: Като добър съсед                                           | State Farm: Like A Good Neighbaaa                                      | Агент Стейт Ферм              |         |

## Музикални клипове
| Година | Заглавие                | Оригинално заглавие  | Роля      | Изпълнител        | Бележки              |
| ------ | ----------------------- | -------------------- | --------- | ----------------- | -------------------- |
| 1982   | „Не го наричайте любов“ | "Don't Call It Love" | Културист | Момичешко училище | Не кредитирано камео |
| 1985   | „Спрете лудостта“       | "Stop the Madness"   | Себе си   | Тим Рийд          | Не кредитирано камео |
| 1991   | „Би могла да си моя“    | "You Could Be Mine"  | T-800     | Гънс Ен Роузис    | [ 10 ]               |
| 2000   | „Кажи, че не е така“    | "Say It Isn't So"    | Себе си   | Бон Джоуви        | Не кредитирано камео |

## Саундтрак изяви
| Година | Заглавие        | Оригинално заглавие | Песен                                  | Бележки                             |
| ------ | --------------- | ------------------- | -------------------------------------- | ----------------------------------- |
| 2017   | Да убием Гюнтер | Killing Gunther     | „Земетресение Любов“                   |                                     |
| 2017   | Мисията на Каин | Kain's Quest        | „Основно заглавие (Терминатор 2 тема)“ | Епизод: „Терминатор"; не кредитиран |

## Видеоигри
| Година | Заглавие                          | Оригинално заглавие                | Глас роля               | Бележки |
| ------ | --------------------------------- | ---------------------------------- | ----------------------- | ------- |
| 1991   | Терминатор 2: Страшният съд       | Terminator 2: Judgment Day         | Терминатор              |         |
| 2003   | Терминатор 3: Бунт на машините    | Terminator 3: Rise of the Machines | Терминатор              |         |
| 2003   | Терминатор 3: Войната на машините | Terminator 3: War of the Machines  | Терминатор              |         |
| 2014   | Семеен човек: Търсенето на неща   | Family Guy: The Quest for Stuff    | Себе си                 |         |
| 2020   | Хищникът: Ловни полета            | Predator: Hunting Grounds          | Майор Алън „Дъч“ Шейфър | [ 12 ]  |